# 陽明山暮蟬
陽明山暮蟬（学名：Tanna sozanensis），舊稱「草山蜩」，为蟬科暮蟬屬下的一種，分布於台灣海拔約300至1000公尺的山區，為臺灣特有種，具有趨光性。體型與大坪暮蟬相似，公蟬尾節長，體長約34—38（1.3—1.5英寸）。母蟬第8腹節有白粉覆蓋，體長約23—27（0.91—1.06英寸）。

## 辨識特徵
體表斑紋多變，頭胸部具金黃色鱗毛，腹部鱗毛則為銀色。頭部呈綠色或橄欖色，複眼綠色或深綠色，單眼紅色（複眼與單眼外緣均呈黑色）。腹部背面呈褐色或黑褐色；腹面則多呈淡黃色，並具有白色或金色短毛，第 8 節具有白色短毛或白粉。前胸背板呈深褐色，中央有綠色縱帶；前胸緣片呈綠色，外緣呈角狀，兩側外緣下方有兩至三個黑褐色斑點；中胸背板呈褐色或橄欖色，黑色中紋延伸至叉字型隆起，且有兩個綠色（也有個體呈黃綠色或橄欖色） W 字紋（兩個 W 字紋中間各有一個黃褐色斑，明顯度會因個體不同而有所差異）。雄蟲腹部（腹面）第 3 節與第 4 節有明顯瘤狀突（第 3 節瘤狀突較大）。雙翅透明，翅脈黑色與綠色相間，前翅第 1、2、3、4 橫脈及有時於M1脈基部具有污褐色斑紋，R3、R4+5、M1、M2、M3、M4 及 CuA1 脈近外緣處各具一個黑褐色小圓斑。背瓣大。體長約 2 至 4 公分。